# 薛斌
薛 斌（せつ ひん、生年不詳 - 1421年）は、明代の軍人。もとの名は脱歓。本貫は大都路昌平県。モンゴルの出身。

## 生涯
薛台の子として生まれた。洪武年間、父に従って明に帰順し、薛姓を賜った。父が死去すると、燕山右護衛指揮僉事の職を嗣いだ。建文年間、靖難の変が起こると、燕王朱棣の起兵に従い、都督僉事に累進した。永楽年間、永楽帝（朱棣）の漠北遠征に従って功績を挙げ、都督同知に進んだ。永楽18年（1420年）、永順伯に封じられ、指揮使の位の世襲を認められた。
永楽19年（1421年）7月、薛斌は馬隊を率いて永楽帝の第三次漠北遠征に従った。9月丁未、死去した。
子の薛綬が永順伯の爵位を嗣いだ。